# 孙浩
孙浩（？—？），曾用名陈继官，山东黄县北马镇（今龙口）人，中华人民共和国政治人物、外交官。

## 生平
抗日战争期间，他在黄县抗日救国会搞青年工作，任县委地委文书、秘书，黄县县委宣传部干事。1940年12月，加入中国共产党。中国人民解放军攻占龙口后，他出任龙口市区长。后调任新华通讯社北海支社，副主任、胶东分社记者组组长。中华人民共和国成立后，任胶东日报社采访通讯科科长。1950年，调华东局宣传部报刊处任科长。1954年，跟随陈毅进入中华人民共和国外交部，先后担任西欧司、西亚北非司科科长。1957年进入外交学院学习，1960年毕业于外交学院法语专修班。
1960年刚果危机爆发，安托万·基赞加率领的卢蒙巴支持者在东部城市基桑加尼成立刚果自由共和国。1961年2月，陈毅副总理兼外长给基赞加重申中国政府支持他，表示愿意建交并互派大使。周恩来总理派张彤代办率领六人先遣队抵达利奥波德维尔，孙浩作为二等秘书参加。7月23日，周恩来、陈毅、廖承志、黄镇接见了张彤、王殊、孙浩，以“青山处处埋忠骨，何须马革裹尸还”激励。随后孙浩随团抵达开罗，随后转机抵达斯坦利维尔。但基赞加在8月接受了基里尔·阿杜拉政府邀请离开，中国政府随后在8月15日举行中国驻刚果大使馆闭馆仪式。孙浩、王殊开车至刚果河边，将大使馆铜牌投入河中。8月24日，孙浩随团离开（基赞加不久也被撤职入狱）。之后孙浩担任中国驻几内亚大使馆二等秘书、一等秘书。
1974年7月，他担任中华人民共和国驻柬埔寨大使。随着越南入侵柬埔寨进程推进，为避免中国外交人员成为越南俘虏。1979年3月，孙浩率领其他七名外交人员（傅学章、郑剑峰、王永元、马恒越、祁灵恩、潘家钦和左毅）跟随英萨利，在豆蔻山脉一带进行长征，历经半月最后成功进入到泰国境内。
1982年，接替赵源，担任中华人民共和国驻毛里塔尼亚大使。1985年，由崔杰接任。1986年7月1日离休。